# Eddy Stibbe
Eduard Peter (Eddy) Stibbe ('s-Hertogenbosch, 1 november 1948) is een Nederlands ruiter. Hij is een veelzijdige ruiter die meerdere disciplines van de ruitersport beheerst. Hij nam sinds 1972 in totaal viermaal deel aan de Olympische Spelen. Sinds 1999 start hij bij internationale wedstrijden voor de Nederlandse Antillen.

## Biografie
Stibbe werd geboren in een familie van ruiters. Zijn moeder Ans was een op internationaal niveau opererende amazone, zijn vader Daddy was springruiter en voorzitter van de Nederlandse RuiterSportVereniging (NRSV).
Op 3-jarige leeftijd zat Stibbe voor het eerst op een pony, maar toonde toen nog weinig interesse in de ruitersport en speelde liever voetbal en hockey. Later werd hij juniorkampioen waterskiën van de provincie Noord-Brabant. Uiteindelijk koos hij toch voor de paardensport.
1964 en 1965 werd Stibbe Nederlands jeugdkampioen springen. In 1971 stapte hij over naar de een andere tak van de paardensport: eventing (military) en reed in dat jaar ook zijn eerste wedstrijd in die categorie. 
Stibbe nam vanaf circa 1965 tot aan de laatste jaren van de 20e eeuw meer dan dertig keer ononderbroken aan alle militarywedstrijden in Boekelo deel, welke hij echter nooit won en niet verder kwam dan een tweede plaats.
In april 1994 brak hij tijdens een wedstrijd in het Engelse Dynes Hall zijn been op vijf plaatsen. Een half jaar later verbijt hij zijn pijn en rijdt weer mee in de military van Boekelo.
Hij deed tweemaal mee (1991 en 1998) aan de Badminton Horse Trials in het park van Badminton House in Gloucestershire, Engeland, een wedstrijd om de zilveren Badminton Armada dish.
Meningsverschillen met de Nederlandse Ruitersportvereniging leidden er steeds weer toe dat Stibbe bij veel wedstrijden voor andere landen aantrad. Zo reed hij in 1974 een jaar lang voor Ierland, nadat hem door de Nederlandse vereniging werd geweigerd om in het Ierse Punchetown voor Nederland uit te komen.
Toen hij door de Nederlandse federatie in 1998 niet werd geselecteerd voor de wereldkampioenschappen military, week hij uit naar de Nederlandse Antillen en kon zo alsnog meedoen aan de WK.

## Privé
Stibbe woont sinds 1994 in het Engelse Waresly (Cambridgeshire) en is met de Britse amazone Mandy Jeakins getrouwd. Tot april 2004 was hij vier jaar lang lid van Internationale Ruitersportcommissie van de FEI voor meerdere disciplines. In 2000 werd hem door het IOC de Olympische Orde toegekend.

## Erelijst (selectie)
Olympische Spelen
- 2000: Olympische Spelen 2000 (Sydney), 13e plaats individueel
- 2004: Olympische Spelen 2004 (Athene), 53e plaats individueel

Europese kampioenschappen
- 1989:Burghley - zilveren medaille in teamverband
- 1993:Achselschwang - bronzen medaille individueel met zijn paard Bahlua

Nederlands kampioenschap
- Stibbe heeft tien keer het Nederlands kampioenschap eventing gewonnen.